# Distrikt Gatsibo
Der Distrikt Gatsibo (Kinyarwanda Akarere ka Gatsibo) ist einer von sieben Distrikten in der Ostprovinz von Ruanda.

## Geographie

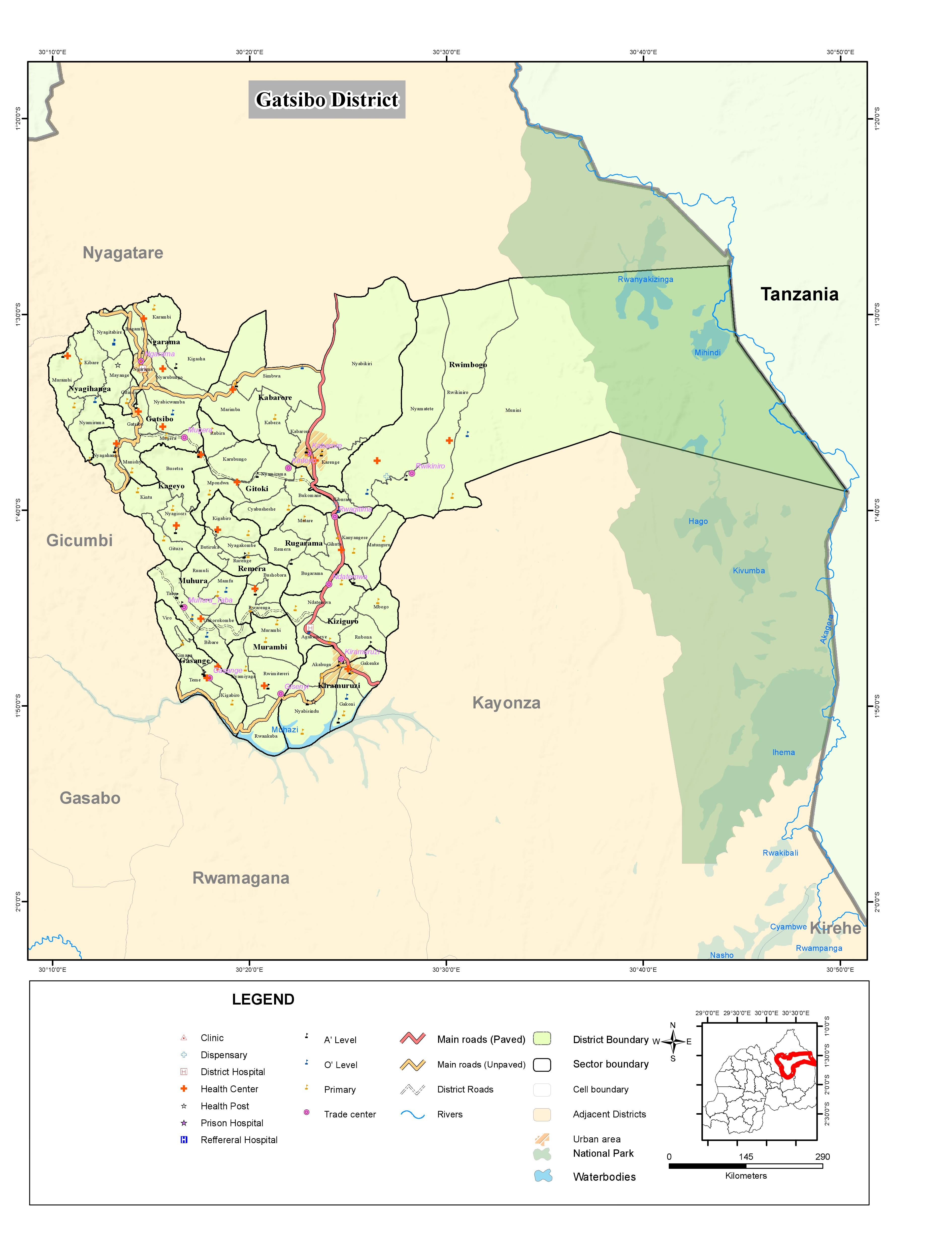
Karte des Distrikts

Gatsibo hat eine Gesamtfläche von 1585 km² und grenzt im Osten an Tansania. In Ruanda angrenzende Distrikte sind innerhalb der Ostprovinz Nyagatare im Norden, Kayonza im Südosten und Rwamagana im Südwesten. Zudem grenzt Gatsibo im Westen an den Distrikt Gicumbi der Nordprovinz. Der Distrikt teilt sich in 14 Sektoren (imirenge), 69 Zellen und 602 Dörfer. Die 14 Sektoren sind Gasange, Gatsibo, Gitoki, Kabarore, Kageyo, Kiramuruzi, Kiziguro, Muhura, Murambi, Ngarama, Nyagihanga, Remera, Rugarama und Rwimbogo. Das Hauptbüro des Distrikts befindet sich in Nyarubuye im Sektor Kabarore.
Im Osten des Distrikts an der Grenze zu Tansania befindet sich der Akagera-Nationalpark und im Südwesten der Muhazi-Stausee.

## Bevölkerung
Stand 2022 betrug die Einwohnerzahl 551.164. Der Bevölkerungstrend ist zunehmend.
|          |            | Zellen                                                       | Fläche [km²] | 2002    | 2012    | 2022    | Jährl. Zuwachs 2012 → 2022 |
| -------- | ---------- | ------------------------------------------------------------ | ------------ | ------- | ------- | ------- | -------------------------- |
| Distrikt | Gatsibo    | 69                                                           | 1.578        | 283.456 | 433.020 | 551.164 | 2,4 %                      |
| Sektor   | Gasange    | Kigabiro, Kimana, Teme, Viro                                 | 38,25        |         | 17,783  | 20,725  | 1,5 %                      |
| Sektor   | Gatsibo    | Gatsibo, Manishya, Mugera, Nyabicwamba, Nyagahanga           | 61,35        |         | 36.690  | 40.940  | 1,1 %                      |
| Sektor   | Gitoki     | Bukomane, Cyabusheshe, Karubungo, Mpondwa, Nyamirama, Rubira | 74,89        |         | 33.409  | 43.414  | 2,6 %                      |
| Sektor   | Kabarore   | Kabarore, Kabeza, Karenge, Marimba, Nyabikiri, Simbwa        | 210,3        |         | 50.288  | 71.769  | 3,6 %                      |
| Sektor   | Kageyo     | Busetsa, Gituza, Kintu, Nyagisozi                            | 56,01        |         | 21.567  | 24.702  | 1,4 %                      |
| Sektor   | Kiramuruzi | Akabuga, Gakenke, Gakoni, Nyabisindu                         | 60,45        |         | 31.083  | 40.028  | 2,6 %                      |
| Sektor   | Kiziguro   | Agakomeye, Mbogo, Ndatemwa, Rubona                           | 61,42        |         | 29.996  | 39.757  | 2,9 %                      |
| Sektor   | Muhura     | Bibare, Gakorokombe, Mamfu, Rumuli, Taba                     | 55,74        |         | 29.568  | 33.325  | 1,2 %                      |
| Sektor   | Murambi    | Murambi, Nyamiyaga, Rwankuba, Rwimitereri                    | 59,77        |         | 29.032  | 38.498  | 2,9 %                      |
| Sektor   | Ngarama    | Bugamba, Karambi, Kigasha, Ngarama, Nyarubungo               | 58,45        |         | 30.354  | 38.006  | 2,3 %                      |
| Sektor   | Nyagihanga | Gitinda, Kibare, Mayange, Murambi, Nyagitabire, Nyamirama    | 71,93        |         | 24.159  | 28.812  | 1,8 %                      |
| Sektor   | Remera     | Bushobora, Butiruka, Kigabiro, Nyagakombe, Rurenge, Rwarenga | 52,27        |         | 26.110  | 31.771  | 2,0 %                      |
| Sektor   | Rugarama   | Bugarama, Kanyangese, Matare, Matunguru, Remera              | 75,51        |         | 37.029  | 49.442  | 2,9 %                      |
| Sektor   | Rwimbogo   | Kiburara, Munini, Nyamatete, Rwikiniro                       | 647,9        |         | 35.952  | 49.975  | 3,4 %                      |

## Verkehr
Durch die Westhälfte des Distrikts verläuft in Nord-Süd-Richtung die asphaltierte Nationalstraße 24. Von dieser geht im Süden die Nationalstraße 23 Richtung Südwesten zum Muhazi-See ab. Den Nordwesten des Distrikts durchläuft zudem die Nationalstraße 19. Flugplätze im Distrikt sind der Flughafen Gabiro im Sektor Kabarore und der Luftwaffenstützpunkt Gabiro im Sektor Rwimbogo. Beide befinden sich im Norden des Distrikts westlich bzw. östlich der Nationalstraße 24.